# Novi Travnik
Novi Travnik (tot 1992 Pucarevo) is een stad en gemeente in Bosnië en Herzegovina. De stad ligt in het kanton Centraal-Bosnië, die deel uitmaakt van de Federatie van Bosnië en Herzegovina. Novi Travnik ligt ca. 14 km ten zuiden van Travnik, aan de weg naar Bugojno. Er wonen ongeveer 25.000 mensen.
Novi Travnik is een jonge stad, zij werd in 1949 opgericht onder de naam Pucarevo. Sinds 1992 heet de stad Novi Travnik ("Nieuw Travnik").

## Militaire basis
Na afloop van de Bosnische Burgeroorlog was er tussen 1996 en 2004 een Nederlandse IFOR/SFOR basis gevestigd. Tevens waren in die periode op twee nabijgelegen bergtoppen radio-relayeerstations ingericht (R-0-A en R-0-B) om de radioverbindingen in het bergachtige terrein te kunnen zeker stellen. In het nabijgelegen Bugojno was een grotere Nederlandse basis gevestigd.